# Cyclocheilichthys armatus
Cyclocheilichthys armatus är en fiskart som först beskrevs av Achille Valenciennes 1842.  Cyclocheilichthys armatus ingår i släktet Cyclocheilichthys och familjen karpfiskar. IUCN kategoriserar arten globalt som livskraftig. Inga underarter finns listade i Catalogue of Life.